# Helmut Ahner
Helmut Ahner (* 25. Januar 1928 in Dresden; † 25. April 2014) war ein deutscher Schauspieler und Synchronsprecher.
Er war auch Synchronsprecher bei 5 Tkkg Hörspielfolgen:

## Leben und Wirken
Helmut Ahner begann 1959 als Synchronsprecher zu arbeiten, später auch als Autor.
1962 sprach er Peter Lorre in der Rolle des „Dr. Einstein“ für die Neusynchronisation von Arsen und Spitzenhäubchen. Ebenfalls eine Neusynchronisation war Dick und Doof – Die Teufelsbrüder, wo er Stan Laurel synchronisierte. Als markante Sprechrollen übernahm er Mitte der 1960er Jahre den Part von Red Buttons in Robert Parrishs Kriegsdrama Der Tag danach und den Part von Ronald Fraser als Sergeant Watson in Robert Aldrichs Abenteuerklassiker Der Flug des Phoenix. 1967 lieh er Gene Wilder in der Rolle des Eugene Grizzard in Bonnie und Clyde seine Stimme.
Kinder dürften ihn als Butler Johann aus der Serie DuckTales – Neues aus Entenhausen kennen.
Als Schauspieler war Helmut Ahner nach einem frühen Engagement im Theater an der Parkaue in Berlin Ensemble-Mitglied unter anderem des Thalia-Theaters Hamburg. Einige Auftritte für das Kino – zum Beispiel Die spanische Fliege (1955) oder Italienreise – Liebe inbegriffen (1958) – und das Fernsehen (Gezeiten, 1970) sind neben seinen zahllosen Synchron- und Hörspiel-Aufgaben bekannt geworden.
Helmut Ahner starb am 25. April 2014 im Alter von 86 Jahren. Er wurde auf dem Friedhof von Neukirchen/Erzgeb. im Familiengrab beigesetzt.

## Filmografie

### Film- und Fernsehrollen (Auswahl)
- 1951: Die Meere rufen
- 1954: Die Fuchsjagd
- 1954: Die Hexe
- 1955: Die spanische Fliege
- 1955: Oh – diese „lieben“ Verwandten
- 1958: Italienreise – Liebe inbegriffen
- 1959: Marili
- 1960: Das kunstseidene Mädchen
- 1970: Gezeiten (Fernsehen)
- 1971: Tatort – Der Richter in Weiß (Fernsehreihe)
- 1971: König Johann (Fernsehen)
- 1975: Tadellöser & Wolff
- 1979: Ein Kapitel für sich
- 1981: Der Fuchs von Övelgönne (Fernsehserie) – Erste Fahrt der UX-3
- 1985: Tatort – Tod macht erfinderisch
- 1982: Schwarz Rot Gold – Kaltes Fleisch
- 1982: Bananen-Paul
- 1983: Frau Juliane Winkler (Fernsehen)
- 1993: Wehner - Die unerzählte Geschichte – Wilhelm Pieck
- 1984: Diese Drombuschs – Das Konzert
- 1984: Schwarz Rot Gold – Um Knopf und Kragen
- 1991: Großstadtrevier – Sunny Boy
- 1993: Wolffs Revier – Poker

### Filme als Synchronsprecher (Auswahl)
- 1959: Unternehmen Petticoat
- 1959: In der Hölle ist der Teufel los!
- 1959: April entdeckt die Männer
- 1961: Vor Hausfreunden wird gewarnt
- 1962: Arsen und Spitzenhäubchen
- 1962: Ein Pyjama für zwei
- 1963: Der Fall Patty Smith – Paragraph 218
- 1964: Geheimagent S. schlägt zu
- 1965: Bei Madame Coco
- 1965: Der Tag danach
- 1965: Der Flug des Phoenix
- 1966: Arrivederci, Baby!
- 1967: Dick und Doof – Die Teufelsbrüder
- 1967: Bonnie und Clyde
- 1968: Bizarre Morde
- 1969: Ein Butler in Amerika
- 1973: Die Nacht, als Minsky aufflog
- 1977: Der Letzte der feurigen Liebhaber
- 1987: DuckTales – Neues aus Entenhausen als Butler Johann
- 1991: Benjamin Blümchen – Benjamin Blümchen als Taxifahrer
- 1997: Bibi Blocksberg – Die Mathekrankheit

## Theater
- 1950: Vera Ljubimova: Schneball 14+ – Regie: Charlotte Küter (Theater der Freundschaft)
- 1951: Hedda Zinner: Spiel ins Leben – Regie: Hans Rodenberg (Theater der Freundschaft)

## Hörspiele
- 1951: Karl Georg Egel: Das Lied von Helgoland – Regie: Gottfried Herrmann (Rundfunk der DDR)
- 1966/2013: Sándor Ferenczy: Die Gentlemen bitten zur Kasse – Regie: Sándor Ferenczy (Kriminalhörspiel – Audio Factory)
- Jan Tenner – Meteor des Grauens (40), als Grom
- Bibi und Tina Das Zeltlager (10), als Lagerleiter Pingel
- Benjamin Blümchen Als Gärtner (47), als Nachbar
- Die drei Fragezeichen:
  - und der rote Pirat (34), als Kapitän Joy
  - und der Super-Wal (36), als Slater
  - und der verschwundene Filmstar (50), als Marty Morningbaum
  - Tatort Zirkus (57), als Winkler
  - Pistenteufel (77), als 1. Mann
  - Feuerturm (85), als Campingwart
  - Nacht in Angst (86), als Museumsdirektor Peacock
- DuckTales – Neues aus Entenhausen als Butler Johann
- Knight Rider Wie alles begann (1), als Doktor.
- Pitje Puck als Notar Kugelkopf